# 宋学 (中国哲学)
宋学，一般指称宋代的儒家学术，也有指宋代学术总称的。两宋是中国历史上学术比较繁荣的时期，宋代儒家学术派别众多，而且各家之间常有学术辩论，比如“鹅湖会”。宋代也是中国教育大发展的时期，书院林立。

## 宋代的学术代表流派
宋学的主要学派包括周敦颐的“道学”派（以「道」为核心概念）、邵雍的“数学”派（以「数」为核心概念）、张载的“气学”派（以「气」为核心概念）、二程与朱熹的“理学”派（以「理」为核心概念）、陆九渊的“心学”派（以「心」为核心概念）、陈亮与叶适的“事功学派”、吕祖谦的经世致用派等。陆九渊本人則提出“六经注我”的治學方法。
- 气学
- 程朱理学
- 心学（陆九渊）
- 永嘉学派
- 永康学派
- 金华学派
- 东发学派
- 四明学派

宋學吸納儒、釋、道三派，形成了所謂的理學與心學，淩廷堪認為“宋學不求於經而但求於理，不求於故訓典章制度而但求於心”。方東樹則認為“竊以孔子沒後，千五百餘歲，經義學脈，至宋儒講辨，始得聖人之真。平心而論，程、朱數子廓清之功，實為晚周以來一大治。”。

## 宋代著名的书院
北宋四大书院：
- 江西庐山白鹿洞书院

- 湖南岳麓书院

- 河南登封嵩阳书院

- 河南商丘应天书院

## 史上各家对宋学的论述

### 正面
- 錢穆以為“宋学精神，厥有两端：一曰革新政令，二曰创通经义，而精神之所寄则在书院。革新政令，其事至荆公而止；创通经义，其业至晦庵而遂。而书院讲学，则其风至明末之东林而始竭。……”[5]
- 陈寅恪曾指出：“华夏民族之文化，历数千载之演进，造极于赵宋之世”，而未来中国文化的发展必归于“宋代学术之复兴，或新宋学之建立”[6]。

### 反面
- 江声说：“性理之学，纯是蹈空，无从捉摸，宋人所喜谈，弟所厌闻也。”[7]
- 江藩指出：“经学一坏于东西晋之清谈，再坏于南北宋之道学。元明以来，此道益晦。至本朝三惠之学盛于吴中，江永、戴震诸君，继起于歙，从此汉学昌明，千载沈霾，一朝复旦。”[8]
- 毛奇龄说；解释经义，“汉取十三而宋取十一，此非右汉而左宋也。汉儒信经，必以经为义，凡所立说，惟恐其义之稍违乎经，而宋人不然”[9]
- 章学诚说：“第其流弊，则于学问文章、经济事功之外，别见有所谓道耳。以道名学，而外轻经济事功，内轻学问文章，则守陋自是，枵腹空谈性天，无怪通儒耻言宋学矣。”[10]